# ニューヨーク (装甲巡洋艦)
|          | |
| 艦歴     | |
| 発注     | クランプ造船所 |
| 起工     | 1890年9月19日 |
| 進水     | 1891年12月2日 |
| 就役     | 1893年8月1日 |
| 退役     | 1933年4月29日 |
| その後   | 1941年に海没処分 |
| 除籍     | 1938年10月28日 |
| 前級     | メイン |
| 次級     | ブルックリン (装甲巡洋艦) |
| 性能諸元 | |
| 排水量   | 8,150トン |
| 全長     | 384 ft (117 m) |
| 全幅     | 64.9 ft (19.8 m) |
| 吃水     | 23.3 ft (7.1 m) |
| 機関     | 円缶8基 +3段膨張式レシプロ機関2基2軸推進                                                                                         |
| 最大速   | 21ノット (39 km/h) |
| 乗員     | 566名 |
| 兵装     | 20.3cm(35口径)連装砲2基+同単装砲2基6門、 10.2cm(40口径)単装砲12基12門、 57m単装砲8門、 37mm単装砲4門、 45cm水中魚雷発射管単装3門 |
| 装甲     | 舷側：102mm 甲板：76mm(水平面)、152mm（傾斜部） 主砲防盾：140mm(前盾) 司令塔：191mm                                              |

ニューヨーク (USS New York, ACR-2) は、アメリカ海軍の装甲巡洋艦。艦名はニューヨーク州に因む。その名を持つ艦としては4隻目。

## 艦歴
ニューヨークは1888年に建造が認可される。1890年9月19日にフィラデルフィアのウィリアム・クランプ・アンド・サンズで起工する。1891年12月2日にヘレン・ペイジによって命名、進水し、1893年8月1日に艦長ジョン・フィリップ大佐の指揮下就役した。
南大西洋戦隊に配属されたニューヨークは12月27日にリオデジャネイロに向けてニューヨーク湾を出航し、1894年1月にタイプ・ビーチに到着する。3月23日まで同地に留まり、ニカラグアと西インド諸島を経由して帰国する。8月に北大西洋戦隊に配属され、冬期訓練のため西インド諸島へ帰還、トリニダードのポートオブスペインで発生した火災に対して救援を行う。
ニューヨークへ帰還すると1895年にヨーロッパ戦隊に加わり、キールに向けて出航、キール運河の開通式にアメリカ合衆国代表として参加した。ニューヨークは北大西洋戦隊に再び合流し、1897年までチャールストンのフォート・モンロー沖およびニューヨーク沖で作戦活動に従事した。
ニューヨークは1898年1月17日にキーウェストに向けてフォート・モンローを出航し、米西戦争が4月に勃発するとキューバに向かい、マタンザスへの砲撃を行う。5月にサンフアンで他の艦と合流し、スペイン艦隊の索敵を行う。アメリカ艦隊はスペイン艦を発見することはできず、5月12日にサンフアンのエル・モロッコ・キャッスルを砲撃する。その後ニューヨークはサンプソン提督戦隊の旗艦となり、7月3日のサンチャゴ・デ・キューバ海戦に参加する。戦闘はアメリカ艦隊の完全な勝利に終わった。
ニューヨークは8月14日に帰国の途に就き、戦勝記念式典に参加する。翌年は各地の海軍民兵を乗せキューバ、バミューダ、ホンジュラス、ベネズエラへの巡航を行い、夏にはニューイングランド沖での戦術作戦に参加した。1899年10月17日にニューヨークは中南米の紛争地域に向けて出航した。
ニューヨークは1901年にアジア艦隊に配属され、ジブラルタル、ポートサイド、シンガポールを経由してカヴィテに向かい、同地で艦隊の旗艦任務に就く。7月に横浜に向けて出航し、久里浜でペリーの上陸記念碑の除幕式に参加する。10月にニューヨークはサマール島および他のフィリピン諸島に訪問し、反政府活動に対する戦闘に参加する。1902年3月13日、香港および他の中国の港へ向かう。9月にはロシアのウラジオストックを訪れ、続いて韓国を訪れ、11月にサンフランシスコに帰還した。1903年には太平洋戦隊に配属され、2月にアメリカ合衆国の権益保護のためホンジュラスのアンパラに向かう。ニューヨークはマグダレナ湾経由でサンフランシスコに帰還し、ルーズベルト大統領のレセプションに参加した。1904年にニューヨークは艦隊と共にパナマ、ペルーを訪問し、その後6月にはピュージェット・サウンドで太平洋戦隊の旗艦となる。9月にニューヨークは大統領による日露戦争期間中の中立指令を受理した。1904年12月21日から1905年1月4日までチリのバルパライソに停泊した後、ニューヨークはボストンに向かい、近代化改修のため3月31日に退役する。
1909年5月15日に再就役し、ニューヨークは6月25日にボストンを出航、アルジェ、ナポリへ向かい7月10日に装甲巡洋艦戦隊に合流、艦隊と共に23日帰途に就く。その後は大西洋で作戦活動に従事し、12月31日に予備役となる。
1910年4月1日に完全に再就役し、ジブラルタル、ポートサイド、シンガポールを経由して8月6日にマニラでアジア艦隊に合流した。アジア水域を拠点としてニューヨークはフィリピン諸島、中国、日本の港へと巡航した。
ニューヨークはその艦名を戦艦 BB-34 に譲るため、1911年2月16日にサラトガ (USS Saratoga, ACR-2)と改名された。

## サラトガ (USS Saratoga, ACR-2)
サラトガは続く5年を極東で過ごす。1916年2月6日にワシントン州ブレマートンに向かい、太平洋予備役艦隊での限定任務に入る。
アメリカ合衆国の世論が第一次世界大戦への参戦へ傾くと共に、サラトガは1917年4月23日に完全就役し、6月7日に太平洋偵察部隊に合流した。9月にサラトガはメキシコへ向けて出航する。エンセナーダでサラトガは32名のドイツ人と数名のアメリカ人を乗せた商船を拿捕した。
11月にサラトガはパナマ運河を通過し、ハンプトン・ローズで大西洋艦隊巡洋艦戦隊に合流した。ここでサラトガはその艦名を巡洋戦艦 CC-3 に譲るため、1917年12月1日にロチェスター (USS Rochester, ACR-2) と改名された。

## ロチェスター (USS Rochester, CA-2)

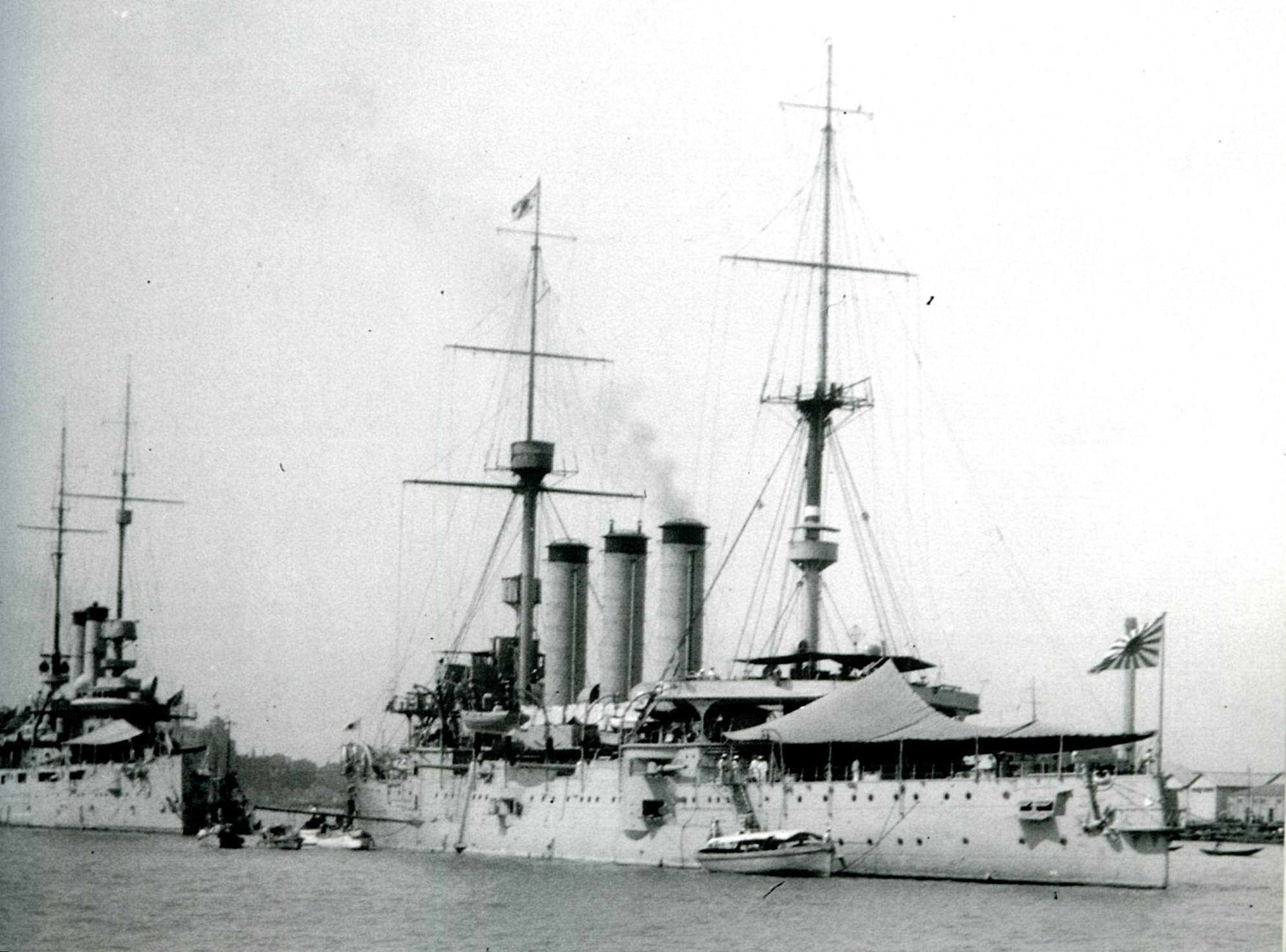
左側に位置するのは上海における「ロチェスター」。右側の艦は日本海軍の装甲巡洋艦「出雲」。

フランスへ向かう船団の護衛任務の後、ロチェスターはチェサピーク湾で武装乗員の標的および防御訓練に従事した。1918年3月に再び護衛艦任務を再開し、戦争の終了までその任務を継続した。
ロチェスターは1932年2月25日にバルボアを出航し太平洋艦隊に向かった。4月27日に上海に到着し、6月に揚子江において艦隊と合流、活動の後フィリピンのカヴィテに向かい1933年4月29日に退役する。その後オロンガポ造船所に8年間係留された。ロチェスターは1938年10月28日に除籍され、1941年12月に日本軍によって撃沈された。

## ダイビングサイトとして
沈没の後、ニューヨークは人工岩礁として使用された。観光産業が成長し、スービック湾は潜水観光地となった。沈没したニューヨークはアジアにおける最も有名なダイビングスポットの1つとして知られるようになった。